# Хълцане на Уинстън
Хълцането на Уинстън е хумористичното название на рязко вдлъбнатата част на източната граница на Йордания със Саудитска Арабия, правейки границата зигзагообразна. Тази форма най-вероятно е създадена през 1921 г., когато Уинстън Чърчил начертава границата на британския протекторат Трансйордания, предплагаемо след „особено течен обяд“. Легендата е създадена, когато самият Чърчил се хвалил в по-късните си години, че е създал Йордания „с един замах на химикалката един неделен следобед в Кайро“. Въпреки това, предполагаемата роля на алкохола в установяването границите на Йордания, както и отговорността на Чърчил за това остават апокрифни.
Въпреки че съвременната граница е резултат от по-късен териториален обмен между двете страни, общият „ъгъл на хълцане“ остава сходен, а местоположението на върха остава същото.